# 박찬호
박찬호(1973년 7월 28일 (음력 6월 29일)~)는 대한민국의 전직 야구 선수로 현재 메이저 리그의 팀인 샌디에이고 파드리스의 고문을 역임하고 있다. 현역 시절 투수로 활동했으며 대한민국 국적 선수로는 최초로 메이저 리그 베이스볼(MLB)에서 활동했다. 1994년 로스앤젤레스 다저스 소속으로 MLB에 데뷔해 2005년에 100승을 달성했고, 2010년에는 124승을 거둬 노모 히데오를 제치고 메이저 리그 동양인 최다 승 투수로 기록됐다. 또한 그는 한국 선수 중 유일하게 한·미·일 세 리그에서 모두 선발 승을 거뒀으며 메이저 리그·마이너 리그·일본 프로 야구(NPB)·KBO 리그에서 활동하며 통산 156승의 성적을 거뒀다.
그의 최전성기는 많은 정상급 타자들이 약물을 복용해 타고투저 현상이 극심하던 1997년에서 2001년 사이로 당시 그는 LA 다저스에서 통산 75승을 거뒀다. 그는 그 기간 동안 시속 99마일에 육박하는 강속구와 타자들의 헛스윙을 유도하는 슬러브 및 파워 커브로 연평균 15승·200이닝·200탈삼진·3점대 방어율이라는 성적을 기록해 당대 내셔널리그 우완 최고 투수 중 한 명이라 평가받으며 MLB 올스타에 선정됐고 실제 투표에서 득표하지는 못했지만 사이영상 후보에 오르기도 했다. 이러한 성적을 바탕으로 FA 시장에서 투수 부문 1위로 평가받은 그는 2002년 텍사스 레인저스와 5년 6500만 달러(옵션 포함 7100만 달러)에 대형 계약을 맺었다.
국제 대회에 대한민국 대표팀의 일원으로 활동했으며 1998년 아시안 게임에서는 대표팀 에이스로서 국가대표팀을 이끌었고 금메달을 획득하여 예술체육요원 자격을 취득하면서 계속 현역 군 복무 없이 선수 생활을 유지할 수 있게 되었다. 2006년에는 제1회 월드 베이스볼 클래식(WBC)에 참가해 1승, 3세이브 무실점을 기록하며 4강 진출을 이끌었다. 2010년을 끝으로 메이저 리그에서의 커리어를 마감한 그는 2011년에는 일본 프로 야구에서 활동했다. 그리고 2012년에는 자신의 오랜 꿈이었던 고향 팀 한화 이글스에서 선수 생활의 대미를 장식하고 그 해 11월 29일 현역에서 은퇴했다.

## 선수 경력
충청남도 공주군 공주읍에서 태어난 박찬호는 중동국민학교 3학년 때 야구를 시작했다. 처음에는 3루수로 활동했지만 공주중학교 3학년 시절 투수로 포지션을 바꿨다. 1994년 한양대학교 경영학과 2학년 재학 이후 대학교를 중퇴한 그는 LA 다저스에 입단하며 한국인으로는 최초로 MLB에 진출하는 기록을 세웠다.

### 로스앤젤레스 다저스 1기
박찬호는 다저스에 입단 후 그 해 2월에 플로리다주 베로비치에서 춘계 훈련을 거친 후 3월 4일 뉴욕 메츠와의 시범경기 때 선발 투수로 등판해 3이닝 1피안타, 2탈삼진을 기록했다. 그 날 등판할 때 한국에서의 습관대로 모자를 벗고 주심에게 인사를 했는데 이로 인하여 "마운드의 신사(A Gentleman on the mound)"라는 별명이 붙여졌다. 시범 경기가 끝날 무렵에 같이 입단한 데런 드라이포드와 함께 메이저 리그 베이스볼의 직행이 확정돼 메이저 리그 역대 17번째로 마이너 리그 베이스볼을 거치지 않고 메이저 리그 베이스볼로 직행한 선수로 기록됐다.
시즌이 시작된 4월 8일 애틀랜타 브레이브스전에서 9회에 구원 등판하여 데뷔전을 치렀다. 그 날 1이닝 동안 6타자를 상대해 안타 1개와 볼넷 4개로 2실점을 하였다. 6일 후에는 세인트루이스 카디널스와의 경기에서 5회부터 3이닝을 던졌는데 홈런 1개를 포함, 안타 4개와 볼넷 3개를 허용하여 3실점하였다. 이로 인해 메이저 리그 베이스볼에 오른 지 17일 만인 1994년 4월 21일에 더블 A 팀인 샌안토니오 미션스로 내려갔다.
미션스로 내려간 후 워싱턴주 터코마에서 있었던 경기에서 3이닝 2피홈런, 8실점을 하고, 6월에 있었던 한 경기에서는 4이닝 8실점으로 좌절을 겪어 전반기에 3패만을 기록했으나 버트 후튼의 지도를 받아 후반기에 5승 4패를 기록했다. 그 해 미션스 팀에서 5승 5패(평균 자책 3.55)를 기록하였고, 1994년 시즌이 끝날 무렵 서류상으로 메이저 리그에 복귀했으나 당시 메이저 리그의 파업으로 무의미한 일이 됐다.
1995년 4월 중순에 있었던 춘계 훈련이 시작되고 4일 후에 선발로 등판한 첫 경기에서 몬트리올 엑스포스 타자 7명을 삼진 처리하고, 4이닝 무실점으로 호투했으나 5일 후인 휴스턴 애스트로스와의 경기에서 4이닝 12피안타를 허용했다. 그 경기가 있고 3일 후에 한 단계 위인 트리플 A 팀 앨버커키 듀크스로 승격됐다.
해발 1,500미터가 되는 지대인 앨버커키에서는 살아남기 위해 강속구에 중점을 두고 열심히 연습한 끝에 그 해 7월에 3승 무패, 1.83의 방어율로 컨디션이 절정에 올랐고, 강타자들이 많았던 퍼시픽 코스트 리그에서 귀중한 경험을 쌓았다.
그 해 22경기에 선발로 등판하여 6승 6패를 기록했다. 당시에 101탈삼진을 기록했는데 퍼시픽 코스트 리그에서 네 번째로 많은 삼진이었으며 9이닝으로 따지면 평균 8.26의 삼진률로 당시 트리플 A 최고 기록을 수립했다. 그러다가 9월 1일, 25명인 메이저 리그 베이스볼 엔트리 정원을 40명으로 늘려 마이너 리그 베이스볼의 유망주들에게 메이저 리그를 접할 기회를 부여함에 따라 복귀했다.
복귀 후 첫 경기에서 시카고 컵스 팀을 상대로 구원 등판해 한 이닝 동안 2피안타, 2볼넷, 1실점을 기록했고, 10월 2일 샌디에이고 파드리스전에서 메이저 리그 첫 선발 등판해 3이닝을 투구했다. 시즌이 후 애리조나의 가을 리그에 참가했고, 3승 1패, 방어율 2.74를 기록했다.

#### 1996년

##### 춘계 훈련 기간
1996년 2월에 있었던 춘계 훈련에서 페드로 아스타시오와 조 아이즌과 제 5선발 경쟁을 벌였다. 시범경기에서 볼티모어 오리올스와의 경기에서 선발로 등판, 안타 7개를 허용하였고, 뉴욕 메츠전에서 4와 3분의 1이닝 동안 17안타를 기록하였으며, 춘계 훈련 막판에 휴스턴 애스트로스와의 경기에서 선발등판하여 4이닝 동안 노히트 노런을 기록하는 등 훈련기간 동안 6경기를 치르면서 1.62의 방어율로 다저스 전체 투수 중 최고의 성적을 거두었다. 춘계 훈련이 끝나고 당시 다저스의 단장이던 프레드 클레어에 의해 마이너리그로 내려보내겠다고 통보를 받았으나 캘리포니아 애인절스와의 프리웨이 시리즈 3연전중 2차전에서 중간에 등판, 2이닝을 가볍게 처리하며 메이저 리그 잔류가 확정되었다.

##### 한국인 투수 최초메이저 리그첫 승
1996년 4월 7일에 다저스는 시카고 컵스와의 원정 경기를 치르고 있었다. 당시 선발 투수는 라몬 마르티네스였는데, 2회 초 마르티네스가 타격을 하고 1루로 달려나가던 중 햄스트링 부상으로 실려나가게 되었고, 이에 토미 라소다 감독에 의해 갑작스럽게 2회 말부터 구원 등판을 하게 되었다. 당시 강타자였던 새미 소사를 삼진 처리하는 등 2회를 잘 끝마쳤다. 3회말에 만루의 위기가 있었으나 소사를 다시 삼진 처리하고 큰 위기를 넘겼으며, 4회때도 안타와 볼넷을 내주기는 했지만 세 명의 타자를 삼진 처리하였고, 5회말에 말끔한 삼자 범퇴로 처리를 하였다. 6회초에 대타로 교체되어 구원 투수로서의 임무를 마쳤다. 그 날 4이닝 동안 피안타 3개와 볼넷 4개를 허용했지만, 삼진을 7개를 잡아내었으며, 팀이 3:1로 승리하여 대한민국 야구 선수로는 최초로 메이저 리그에서의 첫 승리를 안게 되었다.

##### 풀타임메이저 리그선수
4월 12일에는 플로리다 말린스와의 홈 경기에 선발 등판하여 5회 동안 안타 1개와 볼넷 3개만을 내주며 6개의 삼진을 잡아 2연승 및 최초의 선발승을 차지하였다.
이 후에 주로 구원 등판과 선발을 오가며 메이저 리그 마운드에 적응해 나갔으며, 그 해 총 48경기(선발 10경기)에 출전하여 5승 5패에 방어율 3.64를 기록하였다.

#### 1997년
1997년 춘계 훈련에서 라몬 마르티네즈, 이스마엘 발데스, 노모 히데오, 페드로 아스타시오가 5인 선발 로테이션에 한 자리씩 들어갔으며, 남은 한 자리를 놓고 톰 캔디오디, 대런 드라이포트, 마크 거드리와 치열한 경합을 벌인 끝에 진입했다.
첫 번째 등판한 경기에서 패전 투수가 되었으나 4월 30일에 시즌 첫 승을 올렸으며, 6월 12일에 휴스턴 애스트로스를 상대로 시즌 5승에 메이저 리그 통산 10승을 차지했다.
이후 한 달만인 7월 11일에 샌프란시스코 자이언츠를 상대로 6승을 올린 이래 7월과 8월에만 8승 1패 2무를 기록하였다. 8월 11일에 시카고 컵스를 상대로 메이저 리그 첫 완투승을 차지했으며, 9월 24일에 샌디에이고 파드리스를 상대로 두 번째 완투승을 차지하여, 1997년 시즌에 두 차례에 걸친 완투승을 기록하였다. 그해 14승 8패(방어율 3.38)를 기록하여 노모 히데오(14승 12패, 방어율 4.25)를 제치고 다저스에서 최고 성적을 거둔 투수로 기록되었다.

#### 1998년

##### 7월 MVP
1998년 4월 8일에 다저스 구장에서 열린 홈 개막전에서 선발 등판하여 시즌 첫승을 이룬 것을 시작으로 7월 31일에 시즌 10승을 차지했다. 특히 7월 한달동안 6경기에 선발등판하여, 42와 3분의 2이닝 동안 던져 4승 무패, 방어율 1.05에 삼진 34개를 기록하여, 샌디에이고 파드리스의 에이스 투수인 케빈 브라운을 제치고 메이저 리그를 연중 취재하는 기자들의 투표로 결정되는 이달의 투수(Pitcher of the Month)로 선정되었다.

##### 전년도 승수 경신
9월 23일에 전년도에 이어서 14승을 차지했으며, 정규 시즌 마지막 등판일인 9월 28일에 밀워키 브루어스를 상대로 시즌 15승을 차지함으로써 전년도의 승수 경신과 동시에 2년 연속 팀내 최다승 투수로 등극했다.
시즌이 끝나고 12월에 방콕 아시안 게임에 국가대표로 출전하여 금메달을 획득함으로써 병역 문제를 해결하였다.

#### 1999년

##### 경기 중 격투로 인한 퇴장
6월 6일에 애너하임 에인절스를 상대로 선발 등판하였다. 3회까지는 탈삼진 4개를 기록하며 내야안타 하나만을 허용할 정도로 구위가 뛰어났으나 4회초에 모 본에게 우전안타를 허용하였고 개럿 앤더슨에게 좌중간안타를 허용,1사 1,2루가 되었다. 이어서 트로이 글로스에게 중전안타를 허용한 뒤 2사 만루 상황에서 매트 월백에게 우중간으로 향하는 만루홈런을 허용하였다.
0 대 4로 뒤지던 5회말에 타석에 선 그는 상대 투수인 팀 벨처의 투구에 1루 선상쪽으로 굴러가는 보내기번트를 성공시켰다. 타구를 잡은 벨처는 1루로 뛰던 그의 가슴에 직접 공을 강하게 대며 태그 아웃시켰다. 그런 후에도 벨처가 뒤에서 껴안고 놓아주지를 않자 그는 왜 그러느냐고 불만을 터뜨렸다． 그러자 벨처가 다시 그에게 욕설과 함께 '꺼지라'고 말했고 이에 격분한 그는 팔꿈치로 벨처의 턱을 밀쳐냈다．화가 난 벨처가 달려들자 뒤로 물러서던 그는 이단 옆차기로 상대를 가격했다. 이후 둘은 함께 넘어지며 뒤엉겨붙었고 양팀 동료들이 한꺼번에 몰려들며 두 선수간 격투는 순식간에 집단 난투극으로 번져갔다. 난투극은 5분 동안 계속됐다.
10여분간 경기가 중단된 후 덕아웃에 앉아있던 그는 4심 합의에 의해 이 싸움의 원인을 제공했다는 이유로 메이저 리그 진출 이래 첫 퇴장을 명령받았고 라커룸으로 쫓겨났다．
이 날 5이닝 동안 홈런 1개를 포함해 5안타 4삼진 4실점으로 부진했으나 동료들의 도움으로 패전만은 면했다. 다저스는 4대0으로 뒤진 6회 데본 화이트가 만루홈런을, 게리 셰필드가 2점 홈런을 날려 7대 4로 역전승했다. 이번 일로 인하여 7경기 출장 정지에 벌금 3000달러의 중징계를 받았다. 이 난투극은 훗날 메이저 리그 10대 난투극에서 6위로 선정되기도 했다.

##### 후반기 7연승
출장정지 처분을 받은 후 6월 18일에 피츠버그 파이리츠를 상대로 한 경기에서 시즌 4번째 패배를 한 이래 4연패했고, 7월 중반부터 8월 중반까지 승수를 기록하지 못하는 등 첫 두 자리수 패배를 기록하였으나, 8월 19일에 삭발을 단행한 이 후 8월 23일에 필라델피아 필리스를 상대로 시즌 7승을 거둔 이래 9월 29일까지 8경기에서 무패 행진을 기록하였다.
10월 3일, 휴스턴 애스트로스와의 경기에서 패전을 기록함으로써 시즌 13승 11패를 기록하였다.

#### 2000년

##### 스콧 보라스와 계약
2000년 1월 10일에 미국 스포츠 에이전트계의 거물인 스콧 보라스와 계약을 했다. 이전까지는 공주고등학교 시절 굿윌 야구대회에 출전했을 당시에 도움을 받았던 스티브 김이 에이전트를 맡아 왔는데, 이 계약으로 보라스의 매니지먼트 회사인 보라스 코퍼레이션은 그의 연봉 협상과 일반 매니지먼트를 맡고 스티브 김은 광고 계약 등을 담당하게 되었다.

##### 시즌 첫 등판한 경기에 승
4월 5일에 몬트리올 엑스포스(지금의 워싱턴 내셔널스)를 상대로 한 원정 경기에서 선발 등판하여 처음으로 시즌 첫 등판에서 승리(시즌 1승)를 거두었다. 이 경기에서 몬트리올의 선발 투수는 일본인 투수인 이라부 히데키였기 때문에 메이저 리그 사상 첫 한일 선발대결로 관심을 모으기도 했는데, 그가 6이닝 동안 6안타 4실점(자책점 3점)에 삼진 3개, 볼넷 5개를 기록, 승리했으며, 이라부는 2이닝 동안 홈런 2개를 포함한 8안타에 6실점을 하여 패전투수가 되었다.
이 후 5월 30일에는 뉴욕 메츠를 상대로 한 홈 경기에서 선발 등판하여 7이닝 동안 2안타 무실점으로 시즌 5승을 거두었다.

##### 7이닝 무실점에 메이저 리그 야구 첫 홈런
8월 25일에 몬트리올 엑스포스를 상대로 한 홈 경기에서 선발등판하였다.
1회에 선두타자를 플라이 볼로 잡고 2명의 타자를 연속으로 삼진처리하였으며, 2회에도 무실점으로 잘 막아낸 다음 3회에 1사 후 타석에 나와 메이저 리그 진출한 이래 처음으로 홈런(솔로 홈런)을 쳤다. 이 홈런은 메이저 리그에 진출한 후 256타수만에 쳐낸 홈런이며, 이 경기의 선제 결승 홈런이기도 하였다. 또한 1사 1,3루 상황인 4회에서 두 번째로 타석에 들어서서 적시타를 날리기도 하였다. 이 날 7이닝 동안 5안타와 볼넷 하나만 허용하고 무실점 투구를 하여 시즌 13승과 메이저 리그 통산 60승을 거두었으며, 다저스는 7대 0으로 승리했다.
이 후 9월 4일에 필라델피아 필리스를 상대로 한 홈경기에서 자신의 시즌 최다승인 15승과 타이를 이루었으며, 9월 20일에는 애리조나 다이아몬드백스를 상대로 한 홈경기에서 시즌 16승을 거둠으로써 자신의 최다승 기록을 경신함과 동시에 1995년에 노모 히데오가 세운 아시아인 최다승 기록과 타이를 이루었고 9월 25일에 샌디에이고 파드리스를 상대로 한 홈경기에서 시즌 17승을 거두어 노모가 세운 아시아인 최다승 기록을 경신하였다.

##### 첫 완봉승
9월 30일에 샌디에이고 파드리스를 상대로 한 원정 경기에서 선발등판을 하였다. 이 경기는 시즌 마지막 경기이기도 하였다.
타자들의 도움으로 1점을 안고 마운드에 오른 그는 3회까지 이닝마다 2개씩의 삼진을 처리하였다. 4회 때 필 네빈이 첫 안타를 쳐냈고, 5회 때 그레그 라로카의 내야 안타를 쳐냈긴 했으나 이외에는 안타를 허용하지 않았으며 7회 때 네빈에게 삼진처리함으로써 파드리스의 선발 타자들을 상대로 전원 탈삼진을 기록하였다. 이 날 삼진 13개를 기록하여 시즌 통산 217개 삼진을 달성하여 케빈 브라운을 제치고 이 부분 내셔널리그 2위에 올라섰다.
또한 1대 0으로 앞선 8회에 풀카운트인 상태에서 선두타자로 타석에 들어선 그는 파드리스 선발 투수 우디 윌리엄스가 스트라이크를 잡기위해 던진 바깥쪽 직구를 밀어치기 타법으로 솔로 홈런을 쳐내어 시즌 2번째 홈런을 기록하기도 하였다.
이 경기에서 메이저 리그 첫 완봉승(삼진 13개 처리, 안타 2개 허용)을 거두었으며, 시즌 18승 10패에 방어율 3.27을 기록하여 투수로서 최고의 시즌을 장식하였다.

#### 2001년

##### 시즌 개막전 선발 등판
2001년 4월 3일에 밀워키 브루어스를 상대로 한 홈경기에서 선발등판하여 승리를 거두었다. 이 경기에서 7이닝 동안 5안타에 무실점 및 삼진 7개를 기록하였으며 팀이 1대 0으로 승리하면서 승리투수가 되었다. 이 경기는 시즌 개막전 경기로, 원래는 당시 팀의 에이스였던 케빈 브라운이 등판하기로 되어 있었으나 아킬레스건 부상으로 결장하게 되어 예정보다 하루 앞당겨 등판하게 되었으며, 승리를 기록함으로써 의미 있는 경기가 되었다.
이 후 5월 5일에 시카고 컵스를 상대로 한 원정경기에서 호투하다가 허리 부상을 당한다.
6월 21일에는 애리조나 다이아몬드백스를 상대로 한 홈경기에서 선발등판하였다. 이 경기에서 당시 다이아몬드백스 소속이었던 김병현이 7회말에 구원등판하여 사상 첫 메이저 리그 한국인 투수의 맞대결을 벌였으나 둘 다 승패를 가리지 못했다.

##### 올스타전 출전
7월 5일에 내셔널리그 올스타에 선정되어 7월 11일에 시에틀 세이프코 필드에서 벌어진 제 72회 메이저 리그 올스타게임에서 랜디 존슨에 이어 3회 내셔널리그 두 번째 투수로 등판하였다. 이 경기에서 은퇴를 앞둔 칼 립켄 주니어를 첫 타자로 맞아 좌월 솔로홈런을 허용했다. 이 후 이반 로드리게스와 스즈키 이치로를 2루쪽 내야 땅볼로 가볍게 처리하고, 알렉스 로드리게스를 삼진처리한 후 이닝을 마쳤으며, 4회초에 존 버켓과 교체되었다.
이 경기에서 1이닝 동안 1안타(홈런) 1실점에 1개의 삼진을 기록하였다.

##### 완봉 및 완투승, 그리고 최다 이닝 기록
7월 19일에 밀워키 브루어스를 상대로 한 홈경기에서 9회 동안 2안타만 기록, 개인통산 두 번째에 시즌 첫 완봉승을 차지했으며 8월 25일에는 애틀란타 브레이브스를 상대로 한 원정경기에서 9이닝 동안 5안타 2볼넷 7삼진 1실점으로 통산 8번째 완투승을 거뒀다.
또한 10월 1일에는 애리조나 다이아몬드백스를 상대로 한 원정경기에서 8이닝 동안 6안타 1실점을 기록하여 시즌15승을 차지하였다. 이 경기에서 8이닝을 추가함으로써 시즌 230이닝으로 데뷔 이래 최다 투구 이닝을 기록했다.

##### 배리 본즈에게 신기록 헌납
10월 6일에 샌프란시스코 자이언츠를 상대로 한 원정경기에서 선발등판하였다. 이 경기에서 4이닝 동안 8실점을 하였는데 이 중 2점은 배리 본즈에게 연달아 허용한 솔로홈런이었다. 이 날 본즈는 시즌 71호 및 72호 홈런을 기록함으로써 1997년에 마크 맥과이어가 기록한 시즌 최다홈런(70개)을 갱신하였다. 자이언츠가 본즈의 홈런등으로 10점을 기록하였으나 다저스 타선이 1회초부터 대량득점을 함으로써 11대 10으로 다저스가 승리하여 패전을 면했다. 이 날 경기로 시즌 최다 선발출장(35경기)에 시즌 최다 탈삼진(218개)등을 기록하였으며, 15승 11패에 방어율 3.50의 시즌 성적과 함께 자유 계약 선수 신분을 얻게 되었다.

### 텍사스 레인저스
다저스 재적 중 풀타임 메이저리거로 보낸 풀타임 6년동안 5년연속 13승이상을 거둔 투수이며, 당시 29세라는 선수 생활의 전성기에 해당하는 연령이라는 점이 작용하여 2002년에는 5년 계약에 6,500만 달러의 조건으로 팀을 옮겼다.
이 팀에서는 최악이었다. 이적 첫 해인 2002년 시즌에 시범 경기 도중 얻은 햄스트링 부상과, 타자들에게 유리한 야구장으로 알려진 텍사스 레인저스의 홈구장인 볼파크 인 알링턴(후에 아메리퀘스트 필드 인 알링턴으로 개칭)에서 우려했던 점들이 나타나기 시작한다. FA전에 다저스 홈구장을 이용하는 유리한 점이었다는 것, 허리 부상을 숨기고 있다는 점 등이 한꺼번에 나타나기 시작한다. 플라이볼 투수로서의 숙명적인 실패로 25번의 선발에서 9승 8패 5.75의 평균자책점을 기록했다.
이듬해인 2003 시즌은 부상으로 7차례만을 등판하여 1승 3패 평균자책점 7.58을 기록했으며 2004년 시즌 역시 16차례의 선발 등판에 4승 7패 평균자책점 5.46의 평균이하의 성적을 냈다.
 이 기간은 텍사스 레인저스 투수 중 역대 최고액 연봉을 받는 선수라는 부담감과 부상이 겹쳐 그에게는 매우 고통스러운 기간이었으며, 각종 매체에서 메이저 리거 중 실력에 비해 연봉을 과하게 받는 선수의 대표적인 예로 자주 선정되기도 했다.
2005년 6월 5일에는 캔자스시티 로열스를 상대로 100승을 도전한다. 초반에 난타를 당하면서 패전위기에 몰렸으나. 텍사스 강타선의 도움(케빈맨치의 3점홈런등)으로 미국 진출 11년 만에 메이저 리그 통산 100승을 달성한다.

### 샌디에이고 파드리스
2005년 7월, 당시 샌디에이고 파드리스 선수였던 필 네빈 선수와 트레이드되어 이적하였다. 그 해 12승 8패(텍사스 레인저스 때 기록까지 포함. 평균자책 5.74)를 기록하였다.
2006년에는 6월 3일에는 피츠버그전에서 6이닝 동안 삼진 8개를 잡아내며, 5안타 무실점을 기록하였고, 타석에서도 3타수 3안타 2타점으로 타율을 4할로 끌어올렸다. 이 경기는 7회초 공격 시작 전 우천으로 중단된 뒤 강우콜드게임이 선언되어 규정상 완봉승 이 주어졌다. 정규 시즌 7승 7패(방어율 4.81)를 기록하였으며, 10월 3일에는 생애 최초로 포스트 시즌 경기(세인트루이스 카디널스전)에서 구원 등판을 하였다.

### 뉴욕 메츠
2006 시즌 후 2번째로 자유계약선수 자격을 취득했으나 2002년 이후의 끊임없는 부상경력과 꾸준한 부진으로 각 팀들의 주목을 받지 못했다. 새로운 팀과의 계약이 지지부진하자 계약 대리인인 스콧 보라스와 결별하고 새로운 계약 대리인으로서 제프 보리스와 계약을 맺었다.
스콧 보라스를 해고하게 된 경위에는 보라스가 자신의 고객 중 다른 고액의 자유계약선수의 계약을 우선시해서 그의 계약에 소홀했기 때문이라는 견해도 있다. 이 과정에서 보스턴 레드삭스와 일본인 투수 마쓰자카 다이스케의 계약 협상과정에서 그를 마무리 투수로 추천하면서 계약을 추진했다고 보도되기도 했다. 이러한 보라스의 행보는 마쓰자카의 계약에 덤으로 그를 얹어서 계약을 진행시키려 한다는 인상을 주었다. 하지만 그를 원하는 팀이 없는 현실에서 월드 베이스볼 클래식에서의 마무리 활약이라도 부각시켜 빅딜의 부가물로라도 메이저 리그 야구에 그를 복귀시키려던 노력이 전략적이었고 그의 이해가 부족했다는 견해도 있다. 어쨌든 보스턴 레드삭스는 이벤트성 단기전인 월드 베이스볼 클래식의 활약은 신뢰할 수 없다는 점에서 난색을 표시 마쓰자카와의 동반계약은 이루어지지 않았다.
보리스는 대리인 계약 당시 그가 메이저 리그 수준급 투수이며 2-3 선발을 해줄 수 있는 투수라는 견해를 밝히면서 메이저 리그 재적시와 마이너 리그 강등시 계약의 내용이 달라지는 스플릿 계약은 생각이 없으며, 다년 계약이 어렵다면 1년 메이저 계약을 성사시킬 것임을 분명히 했다.
하지만 2007년 2월 9일 뉴욕 메츠와 1년 300만 달러(기본급 60만 달러, 인센티브 240만 달러)의 메이저 계약이 아닌 스플릿 계약에 합의했고, 그나마 주어진 기회 마저도 난타를 당하면서 다시 방출당한 후 휴스턴 애스트로스와 마이너 계약을 체결했다.

### 휴스턴 애스트로스
마이너 리그에서 난타를 당하면서 메이저 리그에 올라와 보지도 못하고 재기에 실패하게 된다.

### 로스앤젤레스 다저스 2기

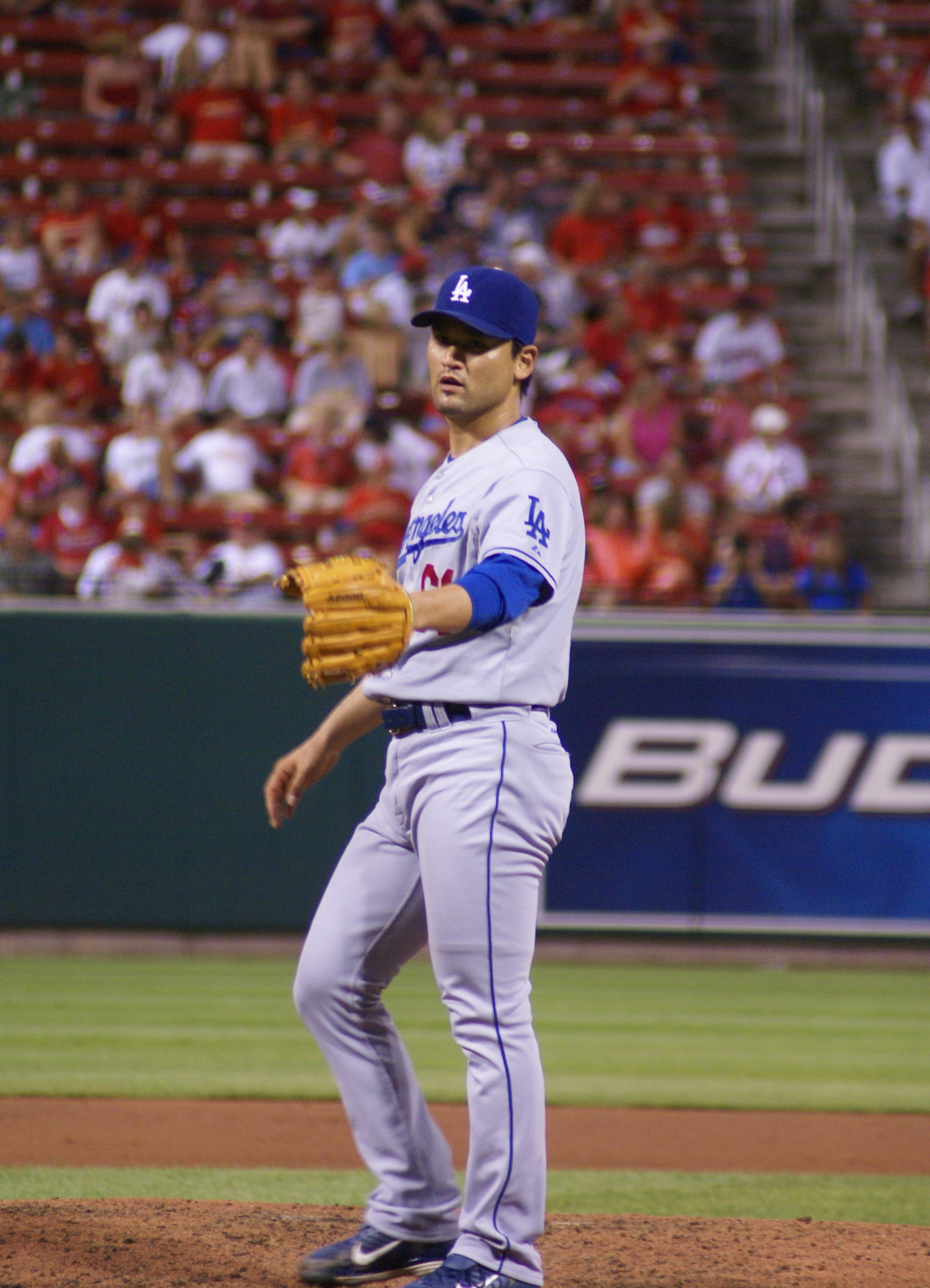
2008년 로스앤젤레스 다저스 시절

2007년 11월 6일에 입단 계약을 하였으며, 그 이후 한동안 마이너 리그로 강등되기도 했던 그는 2008년 5월 17일 에인절스와의 인터리그 원정 경기에 선발로 나설것이라는 구단 측의 발표에 따라 마침내 5선발 자리를 따냈다. 이로써 박찬호는 지난해 4월 30일 뉴욕 메츠 유니폼을 입고 플로리다 말린스전에 등판한 이래 1년여 만에 다시 선발 등판하게 되었다. 또 2001년 10월 5일 샌프란시스코와의 원정경기에 선발로 나선 이후 처음으로 다저스 유니폼을 입고 출전하게 되었다. 중간계투 및 임시선발로 2008년 시즌을 치렀고, 54경기에 출전해 95.1이닝에 4승 4패 2세이브 평균자책점 3.40을 기록했다. 소속팀 로스앤젤레스 다저스는 내셔널디비전시리즈에서 시카고 컵스를 3-0의 전적으로 누르고 내셔널 리그 챔피언십 시리즈에 진출하였지만 필라델피아 필리스와의 챔피언십시리즈에서 1-4로 패하며 월드 시리즈 진출에 실패했다.

### 필라델피아 필리스
2008년 12월 15일에 입단 계약을 하였으며, 2009년 3월 31일에 팀의 5번째 선발 투수로 배치되었다. 2009년 5월 13일에 로스앤젤레스 다저스를 상대로 6이닝 7안타 3삼진 2실점으로 승리투수가 됐다. 그의 승리는 다저스 시절인 2008년 7월 2일 이후 처음이다. 그러나 이후 부진한 투구로 제임스 햅과 선발 자리를 교체되었으며 불펜으로 내려갔다. 선발 등판에서 문제점은 햄스트링(허벅지)의 부상으로 인해 구속이 더 이상 90마일 대로 내기 어려웠기 때문이다. 불펜으로 이동한 후 구속이 정상적(94~96 마일)으로 회복되었으며, 투심 패스트볼과 슬라이더를 주무기로 팀에서 중요한 역할을 맡은 구원투수로 활약을 한 끝에 3승 3패13홀드(방어율 4.43)를 기록하였다. 정규 시즌이 끝나갈 무렵 부상자 명단에 올랐으나 부상에서 회복 후 리그 챔피언 결정전에 출전하였으며, 소속팀이 월드 시리즈에 진출함으로써 생애 최초로 월드시리즈에 출전하여 무실점 투구를 선보였다. 그러나 소속 팀 필라델피아 필리스는 뉴욕 양키스에게 패하면서 월드시리즈에서 준우승을 차지하였다. 하지만 월드 시리즈 이후 필라델피아 계약 조건에서 이견을 보여 결별하였다.

### 뉴욕 양키스
2010년 2월 22일에 기자 회견을 열어 총 150만 달러에 입단했다고 발표하였다. 연봉은 150만 달러이며, 그중 연봉 30만 달러는 성적에 따라 보너스로 지급된다. 시즌 동안 중간 계투로 활약했으나 그 활약은 기대 이하였고, 끝내 2010년 7월 31일 소속팀 뉴욕 양키스에서 지명 할당 조치를 당하였다.

### 피츠버그 파이리츠
2010년 8월 4일에 영입됐다.
2010년 9월 13일, 메이저 리그 진출 이후로 개인 통산 123승 97패를 기록해, 노모 히데오가 2005년 수립한 아시아 투수 역대 최다승과 타이를 이뤘다. 그로부터 몇 주 후인 2010년 10월 2일, 플로리다 말린스와의 경기에 구원 등판, 3이닝 6삼진의 호투와 함께 승리 투수가 되었고 이는 개인 통산 124승 기록이다. 이로써 노모 히데오가 2005년 수립한 아시아 투수 역대 메이저 리그 최다승 기록을 경신하는 위업을 세웠다.
박찬호는 MLB에서 17시즌 동안 개인 통산 476경기에 등판하여 124승 98패, 2세이브, 4점대 평균자책점을 기록했다.

### 오릭스 버펄로스
박찬호는 2010년 12월 20일 일본 프로 야구의 오릭스 버펄로스에 입단하는데 합의했다. 2011년 4월 20일 사이타마 세이부 라이온스를 상대로 시즌 두 번째 선발 등판하여 7이닝 동안 3피안타 4볼넷 6K 무실점을 기록하며 일본 진출 후 첫 선발승을 따내는 데 성공했다.
2011년 10월 24일 햄스트링 부상으로 팀과 합의해 퇴단하였다.

### 한화 이글스
2007년 해외진출선수 특별지명회의 때 팀은 단 한 명의 해외파도 뽑지 못했다. 그 때 그는 회의의 요건에 맞지 않아 명단에 오르지 못했다. 2011년 12월 13일 그의 특별법 심의를 위한 KBO의 이사회가 소집되었고, 이 법이 통과되어 2012년 고향 팀에 입단할 수 있게 되었다. 연봉이 얼마가 될 지 주목을 받았으나 구단 측에 연봉 백지위임 의사를 밝혀 프로야구 신인 기준 최저 연봉인 2,400만원에 계약을 체결하였고, 6억원을 구단과 합의하여 아마추어 야구 발전 기금으로 기부하겠다고 언급했다. 연봉 2,400만원도 추후에 기부할 의사가 있음을 밝혔다.
2012년 4월 12일 두산전을 통해 KBO 리그 첫 선발 등판했다. 3회 초 두산의 공격 때 단 3구를 던져 3자 범퇴로 처리하는 기록을 세우고, 6이닝 5탈삼진 2실점으로 팀의 8대 2 첫 승리를 이끌며 선발승으로 화려하게 국내 무대에 데뷔하였다.
2012년 11월 30일 은퇴 기자회견을 갖고 사실상 선수 활동을 마무리했다.

## 해설자 경력
2013년 월드 베이스볼 클래식을 통해 JTBC에서 해설가로 데뷔하여 송재우, 임경진과 함께 마이크를 잡았다. 2014년에는 2014 인천 아시안게임 SBS 해설위원을 맡았다.

## 연봉
- 1994년 10만 9000 달러(로스앤젤레스 다저스)
- 1995년 11만 4000 달러(로스앤젤레스 다저스)
- 1996년 12만 4000 달러(로스앤젤레스 다저스)
- 1997년 27만 달러(로스앤젤레스 다저스)
- 1998년 70만 달러(로스앤젤레스 다저스)
- 1999년 230만 달러(로스앤젤레스 다저스)
- 2000년 395만 달러(로스앤젤레스 다저스)
- 2001년 990만 달러(로스앤젤레스 다저스)
- 2002년 688만 4803달러(텍사스 레인저스)
- 2003년 1300만 달러(텍사스 레인저스)
- 2004년 1400만 달러(텍사스 레인저스)
- 2005년 1500만 달러(텍사스 레인저스-샌디에이고 파드리스)
- 2006년 1550만 5142달러(샌디에이고 파드리스)
- 2007년 60만 달러(뉴욕 메츠-휴스턴 에스트로스)
- 2008년 50만 달러(로스앤젤레스 다저스)
- 2009년 250만 달러(필라델피아 필리스)
- 2010년 120만 달러(뉴욕 양키스-피츠버그 파이어리츠)
- 2011년 2억 5천만엔(오릭스 버펄로스)
- 2012년 2400만원(한화 이글스)

## 국가대표 경력

### 1998년 아시안 게임
1998년 시즌이 끝난 12월에 방콕 아시안 게임에 국가대표팀으로 출전하였다. 12월 7일에 대만을 상대로 한 1차전에서는 선발 등판하여 5이닝 동안 삼진 5개를 기록하였으며, 12월 11일에 다시 대만을 상대로 한 3차전에서는 8회말에 구원 등판, 2이닝 동안 1개의 안타만을 허용함으로써 선발등판한 임창용의 승리를 지켜 개 포함)에 1실점 및 2볼넷만을 허용하고 삼진 4개를 잡으며 13대 1의 7회 콜드승을 이끌어내어 금메달을 획득, 병역특례의 대상이 되었다.

### 2006년 월드 베이스볼 클래식
2006년 월드 베이스볼 클래식에 대한민국 대표 선수로 4경기에 출전해 10이닝을 던지며 평균 자책 0.00으로 3세이브를 올리는 활약을 하며 팀의 4강 진출에 기여를 했다.

## 배우자
- 박리혜(2005년~)

## 에피소드

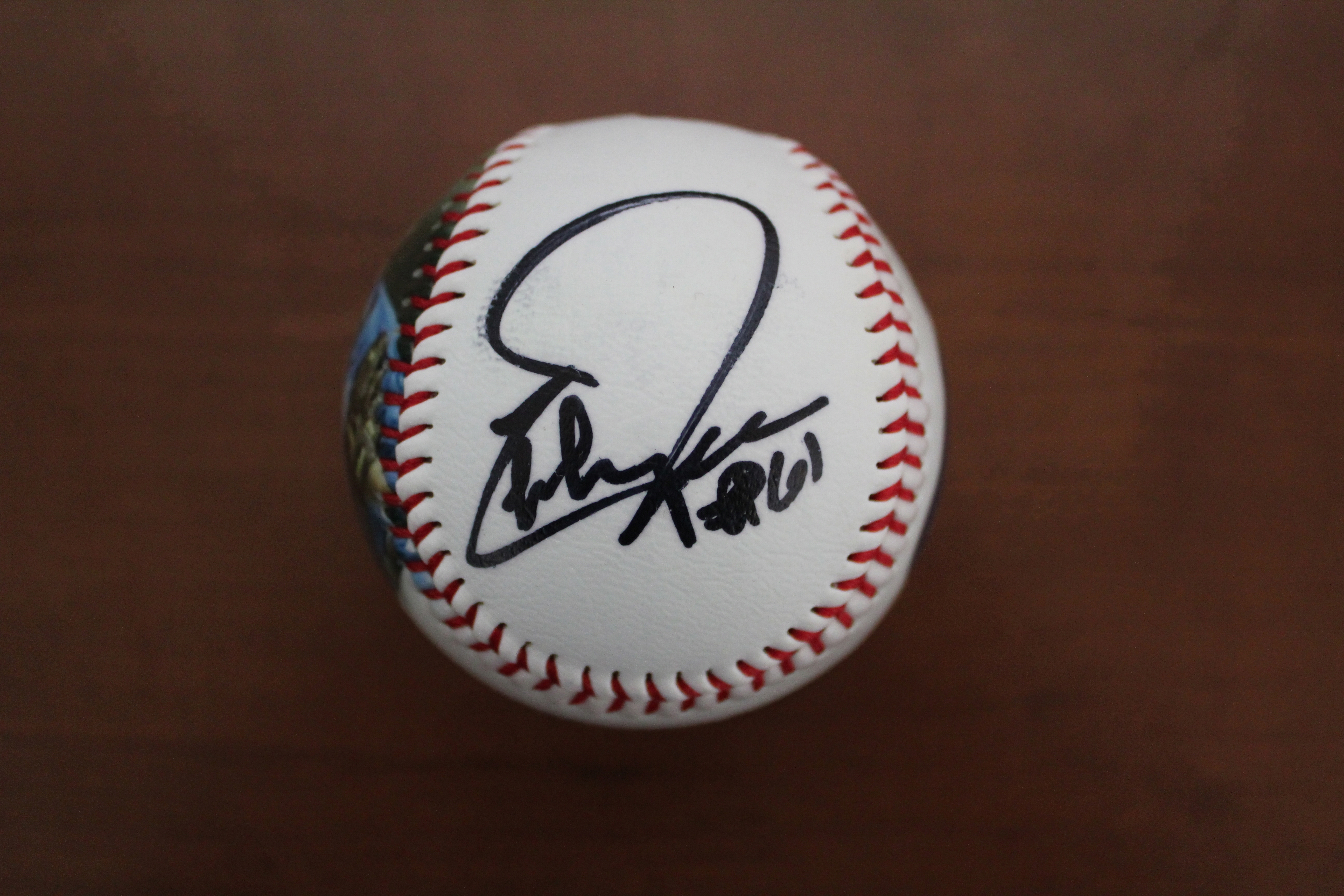
사인볼

- LA 다저스 입단 전 애틀랜타 브레이브스에 입단 제의를 받았으나 병역 문제로 입단하지 못했다. 그러다가 LA 다저스에 입단할 때 유학생 신분으로 비자를 발급받아 미국에 건너가 시즌 중에는 야구를 하고, 시즌이 끝나면 공부를 계속하여 귀국할 때까지 병역 의무를 연기하는 방법을 계획하였다.

이 후 방콕 아시안 게임에서 금메달을 획득함으로써 병역 특례의 대상이 되었으며, 1999년 시즌이 끝나고 귀국하여 1999년 10월 11일에 육군 32사단에 입소하여 4주간 기본군사훈련 후 11월 6일에 퇴소 병역 문제를 해결하였다.
- 공주중동초등학교 때부터 등번호가 계속 16번이었다. 이에 1994년 다저스에 입단했을 때도 16번을 달고 싶어했으나 당시 다저스에는 투수 코치였던 론 페라노스키[26]가 오랫동안 16번을 달고 있었다. 신참내기가 노장 코치의 번호를 빼앗을 수는 없었기 때문에 대신 16번을 뒤집은 61번을 달게 되었다.[27] 이 후 다저스에서 16번은 이듬해 입단한 노모 히데오가 달게 되었다[28].

다저스에서 61번을 유지했던 그는 레인저스, 파드레스, 메츠, 필리스, 양키스, 파이어리츠에서도 계속 유지하였고, 한화 이글스에서도 61번을 달게 되어 61번은 그의 상징이 되었다.
- 한만두란 '한'이닝 '만'루홈런 '두'개를 줄인 말이다. 1999년 4월, 당시 잘 나가는 선발 투수였던 그는 세인트루이스 카디널스의 타선을 상대했다. 그 당시 세인트루이스에는 마크 맥과이어, J.D.드루 같은 강타자들이 포진되어 있었다. 이날 그는 2-0으로 앞선 3회 많은 실점을 내줬다. 그는 무사 만루에서 페르난도 타티스에게 그랜드슬램을 얻어 맞아 역전을 허용했다. 이어서 그와 야수들의 수비 실수가 이어졌고 일라이 마레로에게 투런홈런, 에드가 렌테리아에게 적시타를 연속으로 내줘 무려 7점을 실점했다. 그런데도 투수는 바뀌지 않았다. 그리고 2사 만루에서 다시 타티스를 만났다. 이닝이 끝나기도 전에 다시 만루기회를 얻었다. 그는 떨어지는 변화구로 헛스윙을 유도하려 했지만 타티스의 방망이는 돌아가서 이번에도 만루 홈런을 쳐 냈다.[29]
- 2008년 12월부터 2009년 1월 11일까지 한국방송공사의 예능 프로그램인 해피선데이 1박 2일에 게스트로 출연하였다. 공주시에서 진행된 '1박 2일-명사와 함께하는 고향여행편에서 3주동안 그곳이 고향인 그를 출연시켰는데, 단순한 게스트로서가 아니라 '1박 2일'의 기존의 포맷을 유지한채 그가 참여하는 방식을 채택하는 방식으로 촬영하였는데 그가 프로그램에 최선을 다하는 모습을 보여줌으로서 시청자들에게 그의 또 다른 면모를 발견하며 박수를 보내게 하였고, 간혹 의외의 모습을 보였다.

또한 2009년 12월 18일에 경기도 가평에서 진행된 1박 2일 촬영장을 깜짝 방문하기도 하였다.
- 2010 뉴욕 양키스 시절 그는 클리블랜드 인디언스와의 경기에서 추신수와 한 차례 맞대결이 있었다. 추신수를 삼진 처리한 후 흔들리는 모습을 보였는데 경기 후 그는 "추신수를 삼진 잡은게 너무 흥분되었다"며 이유를 설명했다.
- 입단 전 연봉 문제가 있었으나 12월 20일 본인이 2,400만원에 계약을 체결했다.
- 2025년 미국 캘리포니아에서 일어난 큰 산불로 자택이 전소되는 피해를 입었다.

## 수상
- 1993년 유니버시아드 은메달
- 1998년 체육훈장 맹호장, 제 13회 방콕 아시안 게임 야구 금메달
- 1999년 부총리 겸 재정경제부장관 표창
- 2001년 MLB 올스타게임 출전
- 2006년 제1회 WBC 동메달
- 2007년 제12회 일구상 특별상

## 방송
- 1994년 KBS TV는 사랑을 싣고
- 1994년 SBS 순간포착 당신이 특종
- 1994년 SBS 스타와 이밤을
- 1995년 KBS 신년특집 명사노래방
- 1995년 SBS 신년특집 새해 복많이 받으세요
- 1996년 SBS 96 아메리칸 뮤직 시상식
- 1996년 KBS 가족오락관
- 1996년 MBC 생방송 좋은밤입니다
- 1996년 SBS 송지나의 취재파일 세상속으로 - 박찬호의 7박8일
- 1996년 MBC 특별기획 코리안특급 박찬호- 한국야구의 기린아 박찬호의 모든것
- 1997년 KBS 일요스페셜 박찬호 누가 그를 메이저 리그로 만들었는가
- 1997년 KBS 특종 비디오저널
- 1997년 MBC 일요일 일요일 밤에 - 이경규가 간다
- 1997년 MBC 박찬호스페셜
- 1997년 MBC 손석희의 미국탐험
- 1997년 KBS 연예가중계
- 1997년 SBS 충전 100%쇼
- 1997년 SBS 타임캡슐 대작전 - 스타 타임캡슐
- 1997년 SBS 이홍렬쇼
- 1997년 KBS 체험 삶의 현장
- 1998년 SBS 98 코리아의 함성
- 1998년 MBC 98 MBC 만나면 좋은친구
- 1998년 MBC 화제집중 생방송6시
- 1998년 MBC 박상원의 아름다운TV얼굴
- 1998년 MBC 생방송 데이트11
- 1998년 SBS 기쁜우리 토요일 - 박찬호스페셜
- 1998년 KBS 서세원쇼
- 1998년 KBS 슈퍼TV 일요일은 즐거워
- 2000년 SBS 좋은 세상 만들기
- 2006년 KBS 파워인터뷰
- 2007년 KBS 시사기획 쌈 - 박찬호와 마이클 조던
- 2008년 KBS 해피선데이 - 1박 2일 충남 공주 편
- 2008년 KBS 2008 KBS 연예대상
- 2009년 MBC MBC스페셜 박찬호는 당신을 잊지 않았다.
- 2010년 KBS 해피선데이 - 1박 2일 혹한기 실전캠프 편
- 2011년 MBC 주병진 토크 콘서트
- 2013년 SBS 행진 - 친구들의 이야기
- 2013년 JTBC 월드 베이스볼 클래식 해설
- 2013년 SBS TV 땡큐
- 2013년 SBS 스포츠 트라이아웃, 나는 투수다!
- 2013년 MBC 무릎팍도사
- 2014년 SBS 인천 아시안 게임 해설
- 2016년 MBC 진짜 사나이
- 2017년 JTBC 잡스
- 2020년~2021년 축구 야구말구
- 2021년 쓰리박

## 드라마
- 1997년 SBS 일일시트콤 《LA아리랑》
- 2015년 MBC 수목드라마 《달콤살벌 패밀리》
- 2020년 tvN 토일드라마 《스타트업》 - 본인 역(특별출연)

## CF
- 1996년~1998년 나이키
- 1997년~1999년 삼보컴퓨터
- 1997년 오리온 익사이팅
- 1997년 롯데제과 썬칩
- 1998년 게토레이
- 1998년 SK그룹
- 1999년 현대해상
- 1999년 ITV 경인방송,OBS경인TV 교통사고예방 캠페인
- 2001년 아시아나항공
- 2002년 KB국민카드
- 2003년 야야 턴투
- 2005년 우리금융그룹
- 2011년 신신제약 신신파스 아렉스
- 2012년 유한양행 삐콤씨
- 2012년 한화생명 콕콕라이프
- 2017년 KB국민은행 골드&와이즈
- 2019년 KB금융그룹
- 2019년 KCC

## 통산 기록
| 연 도           | 소 속           | 나 이           | 승 리 | 패 전 | 승 률 | 평 자 책 | 출 장 | 선 발 | 완 투 | 완 봉 | 세 이 브 | 홀 드 | 이 닝  | 피 안 타 | 피 홈 런 | 볼 넷 | 고 4 | 탈 삼 진 | 몸 맞 | 보 크 | 폭 투 | 실 점 | 자 책 | 타 자 수 | W H I P |
| --------------- | --------------- | --------------- | ----- | ----- | ----- | -------- | ----- | ----- | ----- | ----- | -------- | ----- | ------ | -------- | -------- | ----- | ---- | -------- | ----- | ----- | ----- | ----- | ----- | -------- | ------- |
| 1994            | LAD             | 21              | 0     | 0     | ----  | 11.25    | 2     | 0     | 0     | 0     | 0        | 0     | 4.0    | 5        | 1        | 5     | 0    | 6        | 1     | 0     | 0     | 5     | 5     | 23       | 2.50    |
| 1995            | LAD             | 22              | 0     | 0     | ----  | 4.50     | 2     | 1     | 0     | 0     | 0        | 0     | 4.0    | 2        | 1        | 2     | 0    | 7        | 0     | 1     | 0     | 2     | 2     | 16       | 1.00    |
| 1996            | LAD             | 23              | 5     | 5     | .500  | 3.64     | 48    | 10    | 0     | 0     | 0        | 0     | 108.2  | 82       | 7        | 71    | 3    | 119      | 4     | 3     | 4     | 48    | 44    | 477      | 1.41    |
| 1997            | LAD             | 24              | 14    | 8     | .636  | 3.38     | 32    | 29    | 2     | 0     | 0        | 0     | 192.0  | 149      | 24       | 70    | 1    | 166      | 8     | 1     | 4     | 80    | 72    | 792      | 1.14    |
| 1998            | LAD             | 25              | 15    | 9     | .625  | 3.71     | 34    | 34    | 2     | 0     | 0        | 0     | 220.2  | 199      | 16       | 97    | 1    | 191      | 11    | 2     | 6     | 101   | 91    | 946      | 1.34    |
| 1999            | LAD             | 26              | 13    | 11    | .542  | 5.23     | 33    | 33    | 0     | 0     | 0        | 0     | 194.1  | 208      | 31       | 100   | 4    | 174      | 14    | 1     | 11    | 120   | 113   | 873      | 1.58    |
| 2000            | LAD             | 27              | 18    | 10    | .643  | 3.27     | 34    | 34    | 3     | 1     | 0        | 0     | 226.0  | 173      | 21       | 124   | 4    | 217      | 12    | 0     | 13    | 92    | 82    | 963      | 1.31    |
| 2001            | LAD             | 28              | 15    | 11    | .577  | 3.50     | 36    | 35    | 2     | 1     | 0        | 0     | 234.0  | 183      | 23       | 91    | 1    | 218      | 20    | 3     | 3     | 98    | 91    | 981      | 1.17    |
| 2002            | TEX             | 29              | 9     | 8     | .529  | 5.75     | 25    | 25    | 0     | 0     | 0        | 0     | 145.2  | 154      | 20       | 78    | 2    | 121      | 17    | 0     | 9     | 95    | 93    | 666      | 1.59    |
| 2003            | TEX             | 30              | 1     | 3     | .250  | 7.58     | 7     | 7     | 0     | 0     | 0        | 0     | 29.2   | 34       | 5        | 25    | 0    | 16       | 6     | 1     | 1     | 26    | 25    | 146      | 1.99    |
| 2004            | TEX             | 31              | 4     | 7     | .364  | 5.46     | 16    | 16    | 0     | 0     | 0        | 0     | 95.2   | 105      | 22       | 33    | 0    | 63       | 13    | 1     | 1     | 63    | 58    | 428      | 1.44    |
| 2005            | TEX             | 32              | 8     | 5     | .615  | 5.66     | 20    | 20    | 0     | 0     | 0        | 0     | 109.2  | 130      | 8        | 54    | 1    | 80       | 6     | 0     | 3     | 70    | 69    | 502      | 1.68    |
| 2005            | SD              | 32              | 4     | 3     | .571  | 5.91     | 10    | 9     | 0     | 0     | 0        | 0     | 45.2   | 50       | 3        | 26    | 0    | 33       | 4     | 0     | 3     | 33    | 30    | 213      | 1.66    |
| 05합            | SD              | 32              | 12    | 8     | .600  | 5.74     | 30    | 29    | 0     | 0     | 0        | 0     | 155.1  | 180      | 11       | 80    | 1    | 113      | 10    | 0     | 6     | 103   | 99    | 715      | 1.67    |
| 2006            | SD              | 33              | 7     | 7     | .500  | 4.81     | 24    | 21    | 1     | 1     | 0        | 0     | 136.2  | 146      | 20       | 44    | 7    | 96       | 10    | 0     | 5     | 81    | 73    | 606      | 1.39    |
| 2007            | NYM             | 34              | 0     | 1     | .000  | 15.75    | 1     | 1     | 0     | 0     | 0        | 0     | 4.0    | 6        | 2        | 2     | 0    | 4        | 0     | 0     | 1     | 7     | 7     | 20       | 2.00    |
| 2008            | LAD             | 35              | 4     | 4     | .500  | 3.40     | 54    | 5     | 0     | 0     | 2        | 5     | 95.1   | 97       | 12       | 36    | 7    | 79       | 4     | 1     | 2     | 43    | 36    | 412      | 1.40    |
| 2009            | PHI             | 36              | 3     | 3     | .500  | 4.43     | 45    | 7     | 0     | 0     | 0        | 14    | 83.1   | 84       | 5        | 33    | 3    | 73       | 5     | 0     | 2     | 43    | 41    | 362      | 1.40    |
| 2010            | NYY             | 37              | 2     | 1     | .667  | 5.60     | 27    | 0     | 0     | 0     | 0        | 0     | 35.1   | 40       | 7        | 12    | 0    | 29       | 1     | 0     | 2     | 25    | 22    | 157      | 1.47    |
| 2010            | PIT             | 37              | 2     | 2     | .500  | 3.49     | 26    | 0     | 0     | 0     | 0        | 1     | 28.1   | 25       | 2        | 7     | 1    | 23       | 2     | 0     | 5     | 14    | 11    | 121      | 1.13    |
| 10합            | PIT             | 37              | 4     | 3     | .571  | 4.66     | 53    | 0     | 0     | 0     | 0        | 1     | 63.2   | 65       | 9        | 19    | 1    | 52       | 3     | 0     | 7     | 39    | 33    | 278      | 1.32    |
| 2011            | 오릭스          | 38              | 1     | 5     | .167  | 4.29     | 7     | 7     | 1     | 0     | 0        | 0     | 42.0   | 44       | 3        | 12    | 1    | 21       | 3     | 1     | 0     | 21    | 20    | 181      | 1.33    |
| 2012            | 한화            | 39              | 5     | 10    | .333  | 5.06     | 23    | 23    | 1     | 0     | 0        | 0     | 121.0  | 134      | 11       | 52    | 0    | 68       | 11    | 1     | 4     | 76    | 68    | 552      | 1.54    |
| KBO 통산 : 1년  | KBO 통산 : 1년  | KBO 통산 : 1년  | 5     | 10    | .333  | 5.06     | 23    | 23    | 1     | 0     | 0        | 0     | 121.0  | 134      | 11       | 52    | 0    | 68       | 11    | 1     | 4     | 76    | 68    | 552      | 1.54    |
| NPB 통산 : 1년  | NPB 통산 : 1년  | NPB 통산 : 1년  | 1     | 5     | .167  | 4.29     | 7     | 7     | 1     | 0     | 0        | 0     | 42.0   | 44       | 3        | 12    | 1    | 21       | 3     | 1     | 0     | 21    | 20    | 181      | 1.33    |
| MLB 통산 : 17년 | MLB 통산 : 17년 | MLB 통산 : 17년 | 124   | 98    | .559  | 4.36     | 476   | 287   | 10    | 3     | 2        | 20    | 1993.0 | 1872     | 230      | 910   | 35   | 1715     | 138   | 14    | 75    | 1046  | 965   | 8704     | 1.40    |

- 시즌 기록 중 굵은 글씨는 해당 시즌 최고 기록

## 같이 보기
- 대한민국 출신 메이저 리그 베이스볼 선수 목록

## 참고 문헌
- 박찬호(1996). 나의 꿈 나의 도전. 서울:두레박